# El antídoto
El antídoto (français : Le Salaire de la fleur), est une bande dessinée espagnole illustrée par Francisco Ibáñez, appartenant à la franchise Mortadel et Filémon, éditée en 1973 (janvier 1986 en France sous le nom de Futt et Fill).

## Synopsis
Le professeur Bacterio donne au Super une de ses pilules pour l'aider à se débarrasser d'une migraine. Mais la pilule ne fait pas que l'aider, elle transforme sa tête en celle d'un cochon. Pour fabriquer l'antidote qui ramènera Super à la normale, Bacterio a besoin d'une feuille de hierbajus apestosus repelentus (herbus malodorantus débectus en VF), une plante qui ne pousse que dans la République de Bestiolandia (Brutaland en VF), un pays dont on dit que personne n'est jamais revenu une fois qu'il y est entré.
Le Super demande à Mortadel et Filémon de se rendre à Bestiolandia, de se procurer suffisamment de feuilles de la plante et de revenir vivants. Pour ce faire, Bacterio donne à Filémon l'une de ses inventions, le « transformateur caméléonique », un appareil qui permet à son utilisateur de prendre la forme de l'objet ou de la créature la plus proche pendant plusieurs minutes, suffisamment longtemps pour échapper à un policier. Mortadel, lui, peut compter sur ses déguisements.
Mortadel et Filémon pénètrent dans Bestiolandia, utilisant des déguisements et le dispositif pour passer inaperçus aux yeux des gardes et des dangers qui les guettent. Après avoir traversé le pays (et plusieurs tentatives infructueuses pour obtenir des échantillons de la plante à d'autres endroits), le duo parvient à atteindre son but et prend le chemin du retour en évitant la police locale et les gardes-frontières.

## Adaptation
La bande dessinée est adaptée dans son intégralité en un épisode dans la série télévisée homonyme sous le titre À la recherche de l'antidote.